# Bob Dempsey

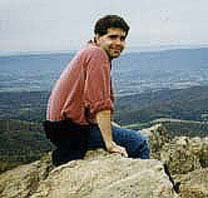
Bob Dempsey

Bob Dempsey (Robert C. Dempsey) ist ein NASA Flugdirektor der International Space Station und führender Flugdirektor der ISS-Expedition 15 und einer der Flugdirektoren für STS-122.
Dempsey wuchs in Michigan auf und ist mit Dorothea verheiratet. Dempsey ist Mitglied der Internationalen Astronomischen  Union. Er studierte an der University of Michigan und erhielt den Ph.D. in Physik und Astronomie von der University of Toledo.

## Veröffentlichungen
- Goddard High-Resolution Spectrograph Observations of Procyon and HR 1099
- The ROSAT All-Sky Survey of active binary coronae. I - Quiescent fluxes for the RS Canum Venaticorum systems
- Multiwavelength Observations of Two Moderate Rotation RS CVn Systems: V815 Herculis and IM Pegasi
- The active chromosphere binary HD 17433 (VY Arietis)
- Chromospheric CA II H and K and H-alpha emission in single and binary stars of spectral types F6-M2
- Observations of the CA II infrared triplet in chromospherically active single and binary stars
- Line profile asymmetries in chromospherically active stars
- H-alpha spectroscopy of active-chromosphere stars. I - Six G-K giants
- Goddard High Resolution Spectrograph Observations of Variability in the RS Canum Venaticorum System V711 Tauri (HR 1099)
- Extremely active long-period RS CVn binary HD 12545
- The ROSAT All-Sky Survey of active binary coronae. II - Coronal temperatures of the RS Canum Venaticorum systems
- Thank You for Flying the Vomit Comet